# Tommaso De Angelis
Tommaso De Angelis (Téramo, 20 de septiembre de 2005) es un jugador de balonmano italiano que juega de extremo izquierdo en el Club Balonmano Benidorm de la Liga Asobal. Es internacional con la selección de balonmano de Italia.
Su primer gran campeonato con la selección fue el Campeonato Mundial de Balonmano Masculino de 2025.

## Clubes
| Club          | País   | Año         |
| ------------- | ------ | ----------- |
| Campus Italia | Italia | 2022 - 2023 |
| BM Benidorm   | España | 2023 - Act. |